# Chabuata ociosa
Chabuata ociosa là một loài bướm đêm trong họ Noctuidae.